# Трежер (остров, Онтарио)
Тре́жер (англ. Treasure Island, рус. Остров сокровищ) — необитаемый озёрный остров, расположенный на озере Миндемойя, которое находится на острове Манитулин, который расположен на озере Гурон. Самый большой природный остров в озере на острове в озере.

## География, описание, история
Остров вытянут с юго-запада на северо-восток на 1,56 километров, имеет ширину 200—350 метров и площадь 0,445 км². Высшая точка находится на отметке 225 метров над уровнем моря (само озеро Миндемойя находится на высоте около 200 метров над уровнем моря). Постоянного населения нет. Историческое название острова — Миндемойя, как и озера, на котором он находится. Согласно легенде, местный вождь-полубог однажды обозлился на свою жену, которая не давала ему покоя и отправил её пинком в полёт. Приземлилась она в озере Миндемойя на руки и колени, и ушла под воду, а спина и зад остались торчать наружу — это и есть остров.
В 1883 году остров за 60 долларов купил Уильям Макферсон, шеф полиции из Торонто. В 1928 году остров купили Джо и Джин Ходжсон, которые обустроили на нём туристический лагерь и сменили историческое имя Миндемойя на завлекательное «Остров сокровищ».